# Lactuca sativa
La lechuga (Lactuca sativa) es una planta anual de la familia Asteraceae. Se cultiva sobre todo como verdura de hoja, pero a veces también por su tallo. La lechuga se utiliza sobre todo para las ensaladas, aunque también se ve en otros tipos de comida, como sopas, emparedados, sándwiches y envoltorios; también se puede asar a la parrilla. Una variedad, la lechuga china (lechuga espárrago), se cultiva por sus tallos, que se consumen crudos o cocidos. Además de su uso principal como hoja verde, también ha adquirido un significado religioso y medicinal durante siglos de consumo humano. Originalmente, Europa y América del Norte dominaban el mercado de la lechuga, pero a finales del siglo XX el consumo de lechuga se había extendido por todo el mundo. En 2021, la producción mundial de lechuga y achicoria era de 27 millones de toneladas, el 53 % de las cuales procedía de China.
Fue cultivada originalmente por los antiguos egipcios, que la transformaron de una planta cuyas semillas se utilizaban para obtener aceite en un importante cultivo alimentario por sus suculentas hojas y sus semillas ricas en aceite. La lechuga se extendió a los griegos y a los romanos; estos últimos le dieron el nombre de lactuca, del que deriva «lechuga» en español. Hacia el año 50 d. C. se describían muchos tipos, y la lechuga aparecía con frecuencia en los escritos medievales, incluidos varios herbarios. Entre los siglos XVI y XVIII se desarrollaron muchas variedades en Europa, y a mediados del siglo XVIII se describieron cultivares que aún pueden encontrarse en los huertos.
Generalmente cultivada como una planta anual rústica, la lechuga es fácil de cultivar, aunque necesita temperaturas relativamente bajas para evitar que florezca rápidamente. Puede sufrir  carencias de nutrientes, así como plagas de insectos y mamíferos, y enfermedades fúngicas y bacterianas. L. sativa se cruza fácilmente dentro de la especie y con algunas otras especies del género Lactuca. Aunque este rasgo puede ser un problema para los horticultores caseros que intentan guardar semillas, los biólogos lo han utilizado para ampliar el acervo génico de las variedades de lechuga cultivadas.
La lechuga es una rica fuente de vitamina K y vitamina A, y una fuente moderada de folato y hierro. La lechuga contaminada suele ser fuente de brotes bacterianos, víricos y parasitarios en el ser humano, como E. coli y Salmonella.

## Taxonomía y etimología

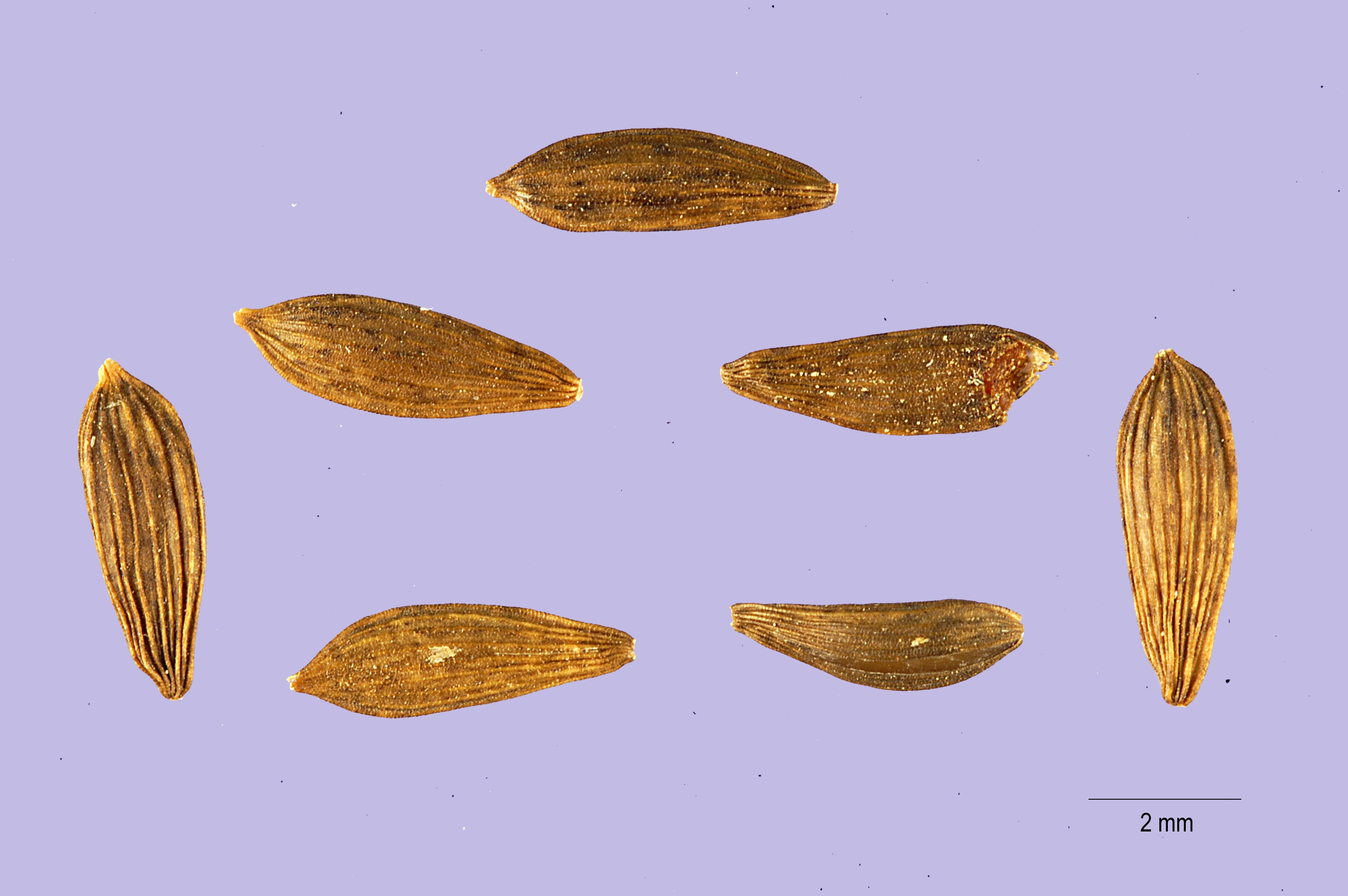
Semillas de L. sativa

Lactuca sativa es un miembro del género Lactuca de la familia Asteraceae. La especie fue descrita por primera vez en 1753 por Carlos Linneo en el segundo volumen de su Species Plantarum. Los sinónimos de L. sativa son Lactuca scariola var. sativa, L. scariola var. integrata y L. scariola var. integrifolia. L. sativa también tiene muchos grupos taxonómicos identificados, subespecies y variedades, que delimitan los distintos grupos de cultivares de la lechuga cultivada. La lechuga está estrechamente relacionada con varias especies de Lactuca del suroeste de Asia; el parentesco más cercano es con L. serriola, una maleza agresiva común en zonas templadas y subtropicales de gran parte del mundo.
Los romanos se referían a la lechuga como lactuca (lac significa ‘lácteo’ o ‘leche’ en latín), en alusión a la sustancia blanca de látex que exudan los tallos cortados. El nombre Lactuca se convirtió en el nombre del género, mientras que sativa (que significa ‘sembrada’ o ‘cultivada’) se añadió para crear el nombre de la especie. La palabra actual lechuga es un derivado del nombre romano. En cambio, cos, otro término para designar la lechuga romana, procede de las primeras semillas europeas del tipo procedentes de la isla griega de Cos, centro de cultivo de lechugas en el periodo bizantino.

## Descripción

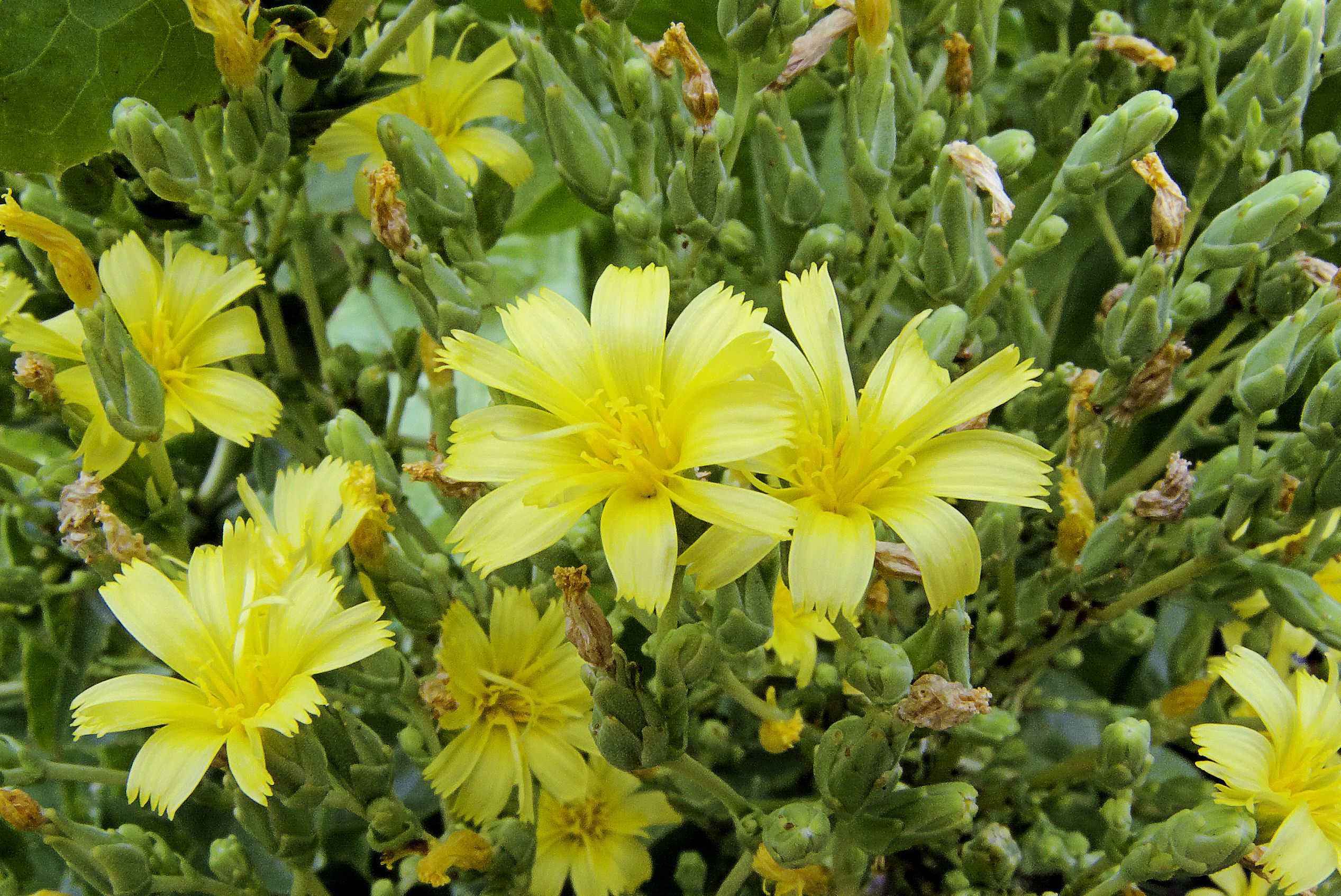
Flores de lechuga

El área de distribución nativa de la lechuga se extiende desde el Mediterráneo hasta Siberia. Sin embargo, ha sido transportada a casi todas las zonas del mundo. Las plantas suelen tener una altura y una extensión de 15 a 30 cm. Las hojas son coloridas, principalmente en los espectros de color verde y rojo, con algunas variedades variegadas. También hay algunas variedades con hojas amarillas, doradas o azuladas.

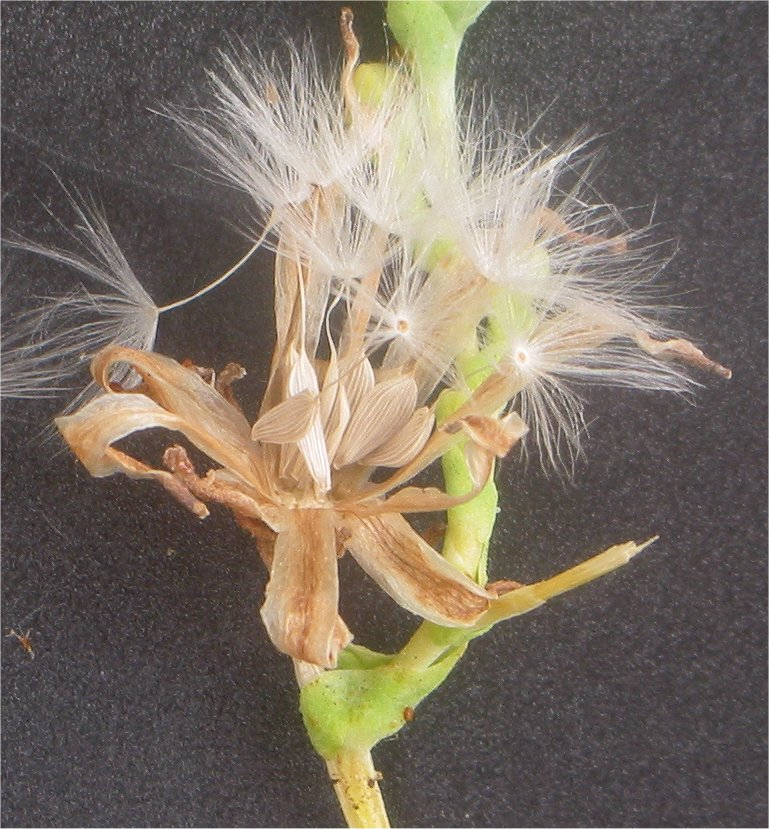
Frutos de la lechuga con vilanos

Las lechugas tienen una amplia gama de formas y texturas, desde los densos cogollos del tipo iceberg hasta las hojas dentadas, festoneadas, con volantes de las variedades de hoja. Las lechugas tienen un sistema de raíces que incluye una raíz primaria y otras secundarias más pequeñas. Algunas variedades, especialmente las de Estados Unidos y Europa Occidental, tienen raíces pivotantes largas y estrechas y un pequeño conjunto de raíces secundarias. Las variedades de Asia tienen raíces pivotantes más largas y sistemas secundarios más extensos.
Dependiendo de la variedad y de la época del año, la lechuga suele vivir entre 65 y 130 días desde la plantación hasta la cosecha. Dado que las lechugas que florecen (mediante el proceso conocido como «espigado») se vuelven amargas e invendibles, las plantas cultivadas para el consumo rara vez se dejan crecer hasta la madurez. La lechuga florece más rápidamente con temperaturas cálidas, mientras que las temperaturas de congelación provocan un crecimiento más lento y a veces dañan las hojas exteriores.
Una vez que las plantas superan la fase comestible, desarrollan tallos florales de hasta 1 m de altura con pequeñas flores amarillas. Al igual que otros miembros de la tribu Lactuceae, las inflorescencias de la lechuga (también conocidas como cabezuelas o capítulos) se componen de múltiples flósculos, cada uno con un cáliz modificado llamado vilano (que se convierte en el «paracaídas» plumoso del fruto), una corola de cinco pétalos fusionados en una lígula, y las partes reproductivas. Éstas incluyen anteras fusionadas que forman un tubo que rodea un estilo y un estigma bipartido. A medida que las anteras desprenden polen, el estilo se alarga para permitir que los estigmas, ahora recubiertos de polen, salgan del tubo. Los ovarios forman aquenios obovados que miden de 3 a 4 mm de largo. Los frutos tienen de 5 a 7 costillas en cada lado y están rematados por dos hileras de pequeños pelos blancos. El vilano permanece en la parte superior de cada fruto como estructura de dispersión. Cada fruto contiene una semilla, que puede ser blanca, amarilla, gris o marrón, según la variedad de lechuga.
El cultivo de la lechuga a lo largo de los siglos ha dado lugar a varios cambios a través de la selección: retraso de la etapa de rebrote, semillas más grandes, hojas y cogollos más grandes, mejor sabor y textura, un menor contenido de látex y diferentes formas y colores de las hojas. El trabajo en estas áreas continúa hasta el día de hoy. La investigación científica sobre la modificación genética de la lechuga está en curso, con más de 85 ensayos de campo realizados entre 1992 y 2005 en la Unión Europea y Estados Unidos para probar las modificaciones que permiten una mayor tolerancia a los herbicidas, la resistencia a los insectos y los hongos y el retraso de la etapa de rebrote. Sin embargo, la lechuga modificada genéticamente no se utiliza actualmente en la agricultura comercial.

## Historia

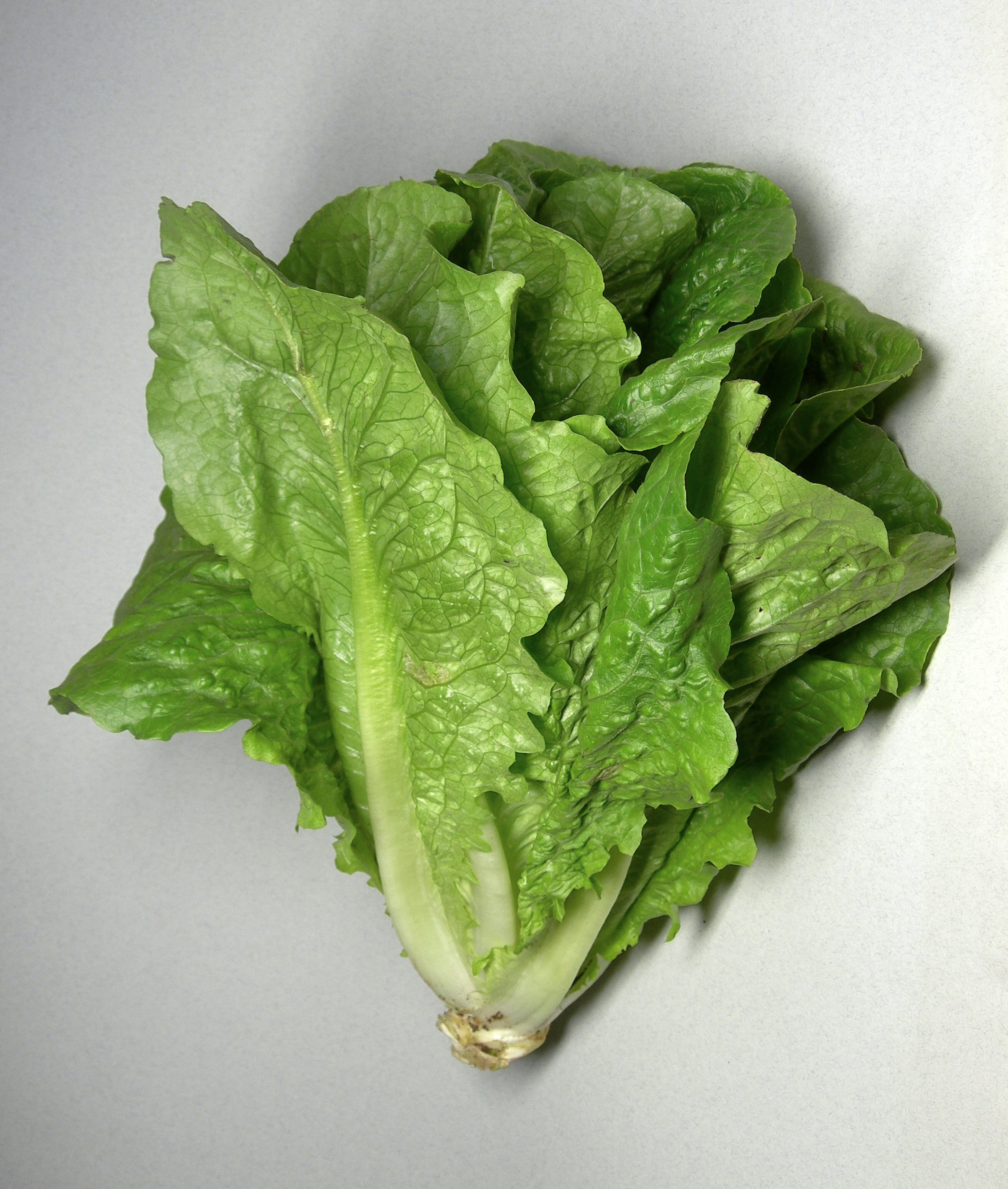
La lechuga romana, descendiente de algunas de las primeras lechugas cultivadas

La lechuga se cultivó por primera vez en el antiguo Egipto para producir aceite de sus semillas. Los egipcios probablemente la criaron de forma selectiva para convertirla en una planta cultivada por sus hojas comestibles, y las pruebas de su cultivo aparecen ya en el año 2680 a. C. La lechuga se consideraba una planta sagrada del dios de la reproducción Min. Se llevaba durante sus fiestas y se colocaba cerca de sus imágenes. Se pensaba que la planta ayudaba al dios a «realizar el acto sexual incansablemente». Su uso en ceremonias religiosas dio lugar a la creación de muchas imágenes en tumbas y pinturas murales. La variedad cultivada parece haber sido de unos 75 cm de altura y se parecía a una versión grande de la lechuga romana moderna. Los egipcios desarrollaron estas lechugas verticales y las transmitieron a los griegos, que las compartieron con los romanos. Alrededor del año 50, el agrónomo romano Columela describió varias variedades de lechuga, algunas de las cuales podrían ser los ancestros de las lechugas actuales.
La lechuga aparece en muchos escritos medievales, especialmente como hierba medicinal. Hildegarda de Bingen la mencionó en sus escritos sobre hierbas medicinales entre 1098 y 1179. Muchos de los primeros herbarios medievales también describen sus usos. En 1586, Joaquín Camerarius describió las tres lechugas básicas modernas: la lechuga arrepollada, la lechuga de hojas sueltas y la lechuga romana (o cos). La lechuga fue traída a América desde Europa por Cristóbal Colón a finales del siglo XV. Entre finales del siglo XVI y principios del siglo XVIII, se desarrollaron amplias variedades en Europa, especialmente en Holanda. Los libros publicados a mediados del siglo XVIII y principios del XIX describen diversas variedades que se encuentran en los huertos actuales.
Debido a su corta vida tras la cosecha, la lechuga se vendía inicialmente relativamente cerca del lugar donde se cultivaba. A principios del siglo XX se desarrollaron nuevas tecnologías de envasado, almacenamiento y envío que mejoraron la vida útil y la transportabilidad de la lechuga y dieron lugar a un aumento significativo de su disponibilidad. En la década de 1950, la producción de lechuga se revolucionó con el enfriamiento por vacío, que permitió el enfriamiento y el envasado de la lechuga en el campo, sustituyendo el método anteriormente utilizado de enfriamiento con hielo en los almacenes de envasado fuera de los campos.
La lechuga es muy fácil de cultivar y, como tal, ha sido una importante fuente de ventas para muchas empresas de semillas. Rastrear la historia de las variedades amplias se complica por la práctica de muchas empresas, sobre todo en EE. UU., de cambiar el nombre de una variedad de un año a otro. Esta práctica se lleva a cabo por varias razones, siendo la más destacada la de impulsar las ventas promocionando una «nueva» variedad o evitando que los clientes sepan que una empresa de semillas de la competencia ha desarrollado la variedad. La documentación de finales del siglo XIX muestra entre 65 y 140 variedades de lechuga, dependiendo de la cantidad de variación permitida entre los tipos, una clara diferencia con las 1100 variedades de lechuga con nombre que había en el mercado en aquella época. Los nombres también solían cambiar significativamente de un país a otro. Aunque la mayor parte de la lechuga que se cultiva hoy en día se utiliza como verdura, una pequeña cantidad se emplea en la producción de cigarrillos sin tabaco; sin embargo, los parientes silvestres de la lechuga domesticada producen una hoja que visualmente se parece más al tabaco.

## Uso culinario
Según se describe hacia el año 50 d. C., los romanos solían cocer las hojas de lechuga y servirlas con un aliño de aceite y vinagre; sin embargo, las hojas más pequeñas a veces se comían crudas. Durante el reinado de Domiciano (81‑96 d. C.), se inició la tradición de servir una ensalada de lechuga antes de la comida. En la Europa posromana se mantuvo la tradición de escalfar la lechuga, sobre todo las romanas grandes, y el método de verter una mezcla caliente de aceite y vinagre sobre las hojas.
Hoy en día, la mayoría de las lechugas se cultivan por sus hojas, aunque hay un tipo que se cultiva por su tallo y otro por sus semillas, que se convierten en aceite. La mayoría de las lechugas se utilizan en ensaladas solas o con otras verduras, hortalizas, carnes y quesos. La lechuga romana suele utilizarse para las ensaladas César. Las hojas de lechuga también se pueden encontrar en sopas, sándwiches y wraps, mientras que los tallos se comen crudos o cocidos.
El consumo de lechuga en China se desarrolló de forma diferente al de los países occidentales debido a los riesgos para la salud y a la aversión cultural a comer hojas crudas; las «ensaladas» chinas se componen de verduras cocidas y se sirven frías o calientes. La lechuga también se utiliza en una mayor variedad de platos que en los países occidentales, contribuyendo a diversos platos, incluidos los de cuajada de judías y carne, sopas y salteados solos o con otras verduras. La lechuga de tallo, muy consumida en China, se come cruda o cocida, principalmente en sopas y salteados. También se utiliza como ingrediente principal en la preparación de la sopa de lechuga.

## Variedades
Entre las variedades de lechuga destacan:
1. Beluga: de cogollos apretados y densos, semejantes a la col; carece casi por completo de sabor, pero goza de amplio uso por su crujiente textura y la facilidad para cortarla finamente. Es la variedad más habitual en las regiones donde no se da naturalmente la lechuga, puesto que puede cultivarse en tanques hidropónicos;[27]
2. Romana (también llamada oreja de mulo): de cogollo largo, con hojas aproximadamente lanceoladas, menos gruesas que las iceberg pero gruesas y crujientes. Se la conoce en España como oreja de mulo;[27]
3. Francesa o trocadero: de Cogollo redondo, hojas finas y textura mantecosa; tiene un sabor delicado pero intenso. Se la conoce también como Boston;
4. Batavia: similar a la francesa, de cogollo suelto, hojas rizadas y textura mantecosa;

También:
- Tudela o baby;
- Mantecosa o butterhead;
- Iceberg o Crujiente;
- Lollo Rossa;
- Red Salad Bowl;
- Cracarelle;[28]
- Kagraner-Sommer.

## Enfermedades
Algunas de las enfermedades que son comunes a los miembros del género Lactuca son las siguientes:
- Antracnosis (Marssonina panattoniana)
- Botritis (Botrytis cinerea)
- Mildiu (Bremia lactucae)
- Esclerotinia (Sclerotinia sclerotiorum)
- Septoriosis (Septoria lactucae)
- Virus del mosaico de la lechuga
- Virus del bronceado del tomate (TSWV del inglés Tomato Spotted Wilt Virus)

### Plagas
- Trips (Frankliniella occidentalis)

Se trata de una de las plagas que causa mayor daño al cultivo, pues es transmisora del virus del bronceado del tomate (TSWV). La importancia de estos daños directos (ocasionados por las picaduras y las hendiduras de puestas) depende del nivel poblacional del insecto (aumentando desde mediada la primavera hasta bien entrado el otoño).
Normalmente el principal daño que ocasiona no es el directo sino el indirecto transmitiendo el virus. La presencia de este virus en las plantas empieza por provocar grandes necrosis foliares, y rápidamente estas acaban muriendo.
- Minadores (Liriomyza trifolii y Liriomyza huidobrensis)

Forman galerías en las hojas y si el ataque de la plaga es muy fuerte la planta queda debilitada.
- Mosca blanca (Trialeurodes vaporariorum).

Produce una melaza que deteriora las hojas, dando lugar a un debilitamiento general de la planta.
- Pulgones (Myzus persicae, Macrosiphum solani y Narsonovia ribisnigri)

Se trata de una plaga sistemática, siendo su incidencia variable según las condiciones climáticas.
El ataque suele ocurrir cuando el cultivo está próximo a la recolección. Aunque si la planta es joven, y el ataque es considerable, puede arrasar el cultivo, además de ser entrada de alguna virosis que lo haga inviable. Los pulgones colonizan las plantas desde las hojas exteriores y avanzando hasta el interior, excepto la especie Narsonovia ribisnigri, cuya difusión es centrífuga, es decir, su colonización comienza en las hojas interiores, multiplicándose progresivamente y trasladándose después a las partes exteriores.

## Cultivo y usos
La lechuga soporta peor las temperaturas elevadas que las bajas. Exige que haya diferencia de temperaturas entre el día y la noche. Cuando soporta temperaturas bajas durante algún tiempo, sus hojas toman una coloración rojiza que se puede confundir con alguna carencia.
El principal problema que presenta en invernadero es el exceso de humedad ambiental, por lo que se recomienda cultivarla en el exterior, siempre que las condiciones climatológicas lo permitan. 
Prefiere suelos ligeros, arenoso-limosos y con buen drenaje. El pH óptimo se sitúa entre 6,7 y 7,4. Vegeta bien en suelos humíferos, pero si son excesivamente ácidos será necesario encalar.
En ningún caso admite la sequía, aunque es conveniente que la costra del suelo esté seca para evitar en todo lo posible la aparición de podredumbres de cuello. 
Los mejores sistemas de riego son por goteo (cuando se cultiva en invernadero) y las cintas de exudación (cuando el cultivo se realiza en el exterior). Existen también otros sistemas, como el riego por gravedad y por aspersión, pero están en recesión. 
Esta planta es muy exigente en potasio y al consumir más potasio va a absorber más magnesio, por lo que es necesario equilibrar esta posible carencia al abonar el cultivo. 
También es muy exigente en molibdeno durante la primera etapa del desarrollo.

### Nutrición
La lechuga tiene muy poco valor nutritivo, con un alto contenido de agua (90-95 %) y muy poco sodio. La cantidad de sus compuestos varía según el tipo de lechuga. En general contiene antioxidantes: vitaminas A, C, E, B1, B2, B3, B9 y K; minerales: fósforo, hierro, calcio, potasio; fibra, folatos y aminoácidos. Las hojas exteriores más verdes son las que tienen mayor contenido en vitamina C y hierro.

### Culinarios
Es muy común usar las hojas de lechuga como base para servir ensaladas. En efecto, en los países del Medio Oriente se acostumbra a consumir el tabule dentro de hojas de lechuga formando un paquete.
Igualmente, la lechuga americana es empleada en la elaboración de hamburguesas.

### Conservación en poscosecha
La lechuga presenta muy baja tasa de producción de etileno pero alta sensibilidad a esta fitohormona, por lo cual conviene conservarla en un ambiente libre de etileno. Sus condiciones óptimas de conservación son: temperatura de 0 °C y humedad relativa de 98 a 100 %. En condiciones de conservación óptimas, tiene una vida útil en postcosecha de 2 a 3 semanas aproximadamente.

### En medicina popular
Las lechugas han sido y son utilizadas en infusión como un ansiolítico moderado que facilita el dormir. Sin embargo en la remota Antigüedad —especialmente en Egipto— se rendía culto a las deidades consideradas patrocinadoras de la libido ofrendándoles plantas de lechuga. Este culto parecía paradójico hasta que en el 2006 se descubrió que una dosis moderada de los alcaloides presentes en la lechuga tiene efectos ligeramente afrodisíacos, mientras que una elevada actúa a la inversa, como ansiolítico.

### Higiene
En aquellos países en que la higiene de las aguas de regadío es deficiente, o incluso se riega los cultivos con aguas servidas, la lechuga representa una importante fuente de infección de enfermedades gastrointestinales como la fiebre tifoidea, el cólera y salmonelosis, por lo que es muy recomendable consumirlas bien lavadas con agua potable y desinfectadas con una solución microbicida.

## Taxonomía
Lactuca sativa fue descrita por Carlos Linneo  y publicada en Species Plantarum 2: 795. 1753.
Etimología
Lactuca: nombre genérico que procede del latín lac, -tis (leche). Tal etimología refiere al líquido lechoso (o sea, de apariencia "láctea") que es la savia que exudan los tallos de esta planta al ser cortados. 
sativa. epíteto que hace referencia a su carácter de especie cultivada.
Sinonimia
- Lactuca capitata (L.) DC.
- Lactuca crispa (L.) Roth
- Lactuca dregeana DC.
- Lactuca laciniata Roth
- Lactuca palmata Willd.
- Lactuca sativa subsp. asparagina (L.H.Bailey) Janch.
- Lactuca sativa subsp. capitata (L.) Schübl. & G.Martens
- Lactuca sativa subsp. crispa (L.) Schübl. & G.Martens
- Lactuca sativa subsp. longifolia (Lam.) Alef.
- Lactuca sativa subsp. minii Hadidi
- Lactuca sativa subsp. romana Schübl. & G.Martens
- Lactuca sativa var. sativa
- Lactuca sativa subsp. sativa
- Lactuca sativa subsp. secalina Alef.
- Lactuca scariola var. sativa (L.) Boiss.
- Lactuca scariola var. sativa Moris[33]

## Nombre común
Cogollo, ensalada, farfalá, lechuga (29), lechuga apretada, lechuga arrepollada, lechuga coloradita, lechuga común (3), lechuga crespa, lechuga de cogollo, lechuga de hojas rizadas, lechuga de la Nacla, lechuga de oreja de mulo, lechuga doméstica, lechuga escarolada de Madrid, lechuga flamenca (2), lechuga flamenquilla, lechuga larga, lechuga llena, lechuga molondra, lechuga moradita, lechuga moronda, lechuga motrileña, lechuga mulata, lechuga oreja blanca, lechuga oreja de mulo (2), lechuga oreja morada, lechuga puntiaguda sevillana, lechuga repollada, lechuga repolluda (2), lechuga rizada (3), lechuga romana (4), lechuga romanilla, lechugas (2), lechuguilla, lechuguilla amarga, lechuguinas, lechuguino, lechugón (3), oreja de mulo. La cifra entre paréntesis indica la frecuencia del uso del vocablo en España.